# جيف بوروياك
جيف بوروياك (بالإنجليزية: Jeff Borowiak)‏ مواليد 25 سبتمبر 1949 في بيركيلي، كاليفورنيا، الولايات المتحدة، هو لاعب كرة مضرب أمريكي سابق بدأ مسيرته كمحترف سنة 1968 وكان يلعب باليد اليمنى، اعتزل اللعب في 1986. أعلى تصنيف له في الفردي كان المركز الـ 20 في سنة 1977. فاز بخمسة ألقاب فردي وثلاثة ألقاب في الزوجي خلال مسيرته المهنية.

## روابط خارجية
- جيف بوروياك على موقع رابطة محترفي التنس (الإنجليزية)
- جيف بوروياك على موقع الاتحاد الدولي لكرة المضرب (الإنجليزية)
- جيف بوروياك على موقع خلاصة التنس.كوم (الإنجليزية)